# Stazione di Allawah
La stazione di Allawah è una stazione ferroviaria che serve il sobborgo Allawah di Sydney, posta sulla linea Periferia Orientale e Illawarra. Attualmente è gestita dalla Transport Asset Holding Entity e vi opera Sydney Trains, con i servizi della linea T4.

## Storia
La stazione di Allawah fu inaugurata il 25 ottobre 1925, nello stesso periodo in cui venne raddoppiata la linea Illawarra. È composta da due banchine a isola con un atrio sopraelevato e una biglietteria all'estremità settentrionale. Gli edifici originali in mattoni della stazione vennero demoliti negli anni 1990 e sostituiti da pensiline per i passeggeri più leggere.
Nel 2001 la stazione fu ammodernata con l'installazione di ascensori per i passeggeri e l'ampliamento delle pensiline.

## Strutture e impianti
La stazione è servita da 4 binari, raggiungibili tramite due banchine ad isola.

## Interscambi
La compagnia U-Go Mobility gestisce una linea di autobus attraverso la stazione di Allawah, in base a un contratto con Transport for NSW (agenzia governativa del Nuovo Galles del Sud per il trasporto):
- 947: Dalla stazione di Kogarah a Hurstville

La stazione ferroviaria di Allawah è servita da due linee NightRide (rete di bus notturni di Sydney):
- N10 dalla stazione di Sutherland alla stazione di Town Hall
- N11 dalla stazione di Cronulla alla stazione di Town Hall